# 諏訪神社 (神戸市中央区)
諏訪神社（すわじんじゃ）は兵庫県神戸市中央区の諏訪山に鎮座する神社。

## 概要
仁徳天皇の皇后である八田皇后の離宮鎮護神として鎮斎されたとされる。
生田神社と長田神社の中間に位置することから、古くは中宮と称されていた。　 
1182年頃の治承・寿永の乱（源平合戦）のおりに源義経が武運を祈ったという伝えがのこる。 
諏訪山公園（金星台、ヴィーナスブリッジ）と隣接している。奥の院からさらに上の道を行くと、大龍寺に向かう大師道につながる。

## 祭神
- 建御名方大神
- 比売神
- 宇迦之御魂大神 - 1778年、万宝院法院の勧進による

## 例祭
- 10月15～16日

## ギャラリー

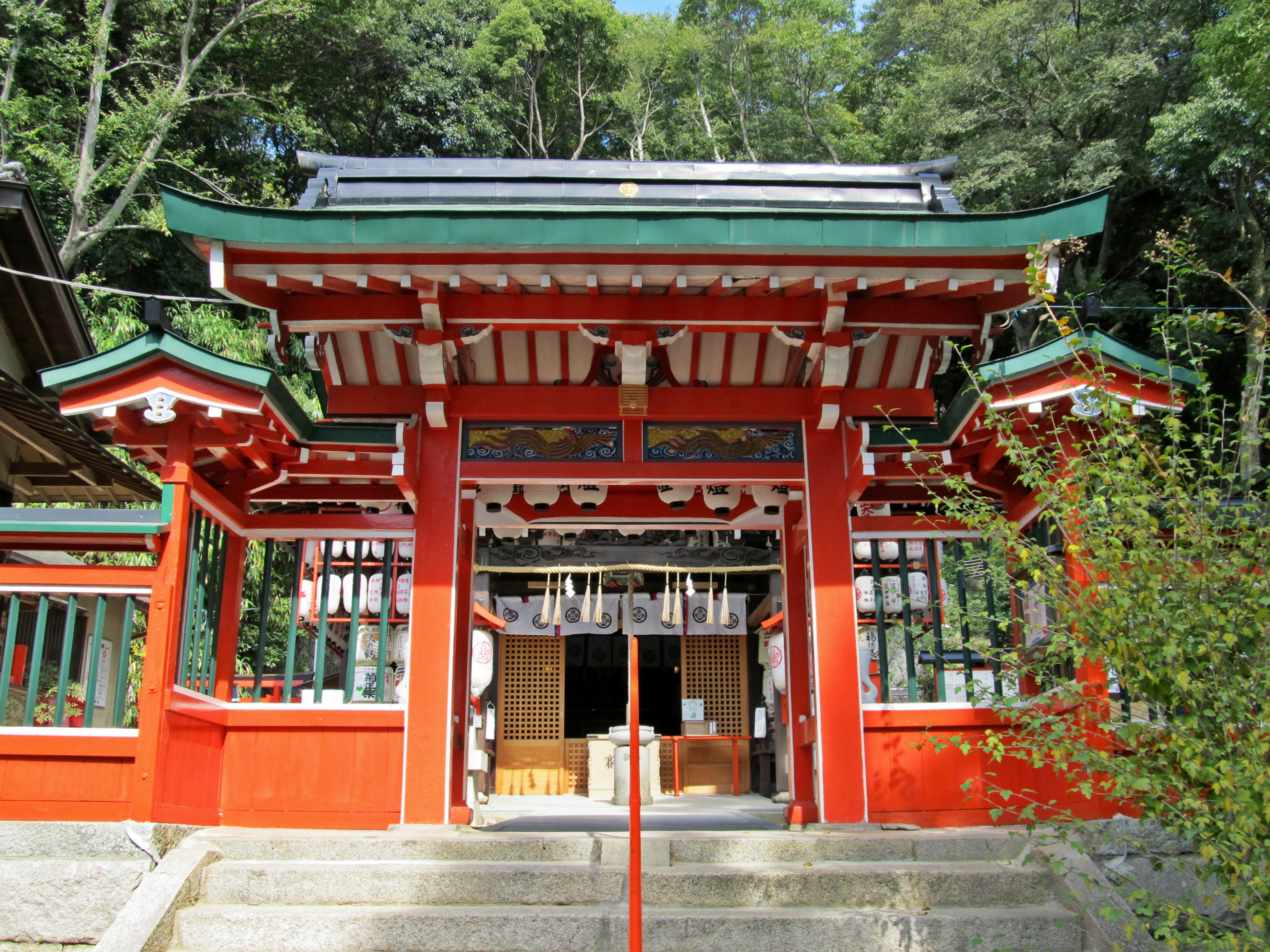
山門
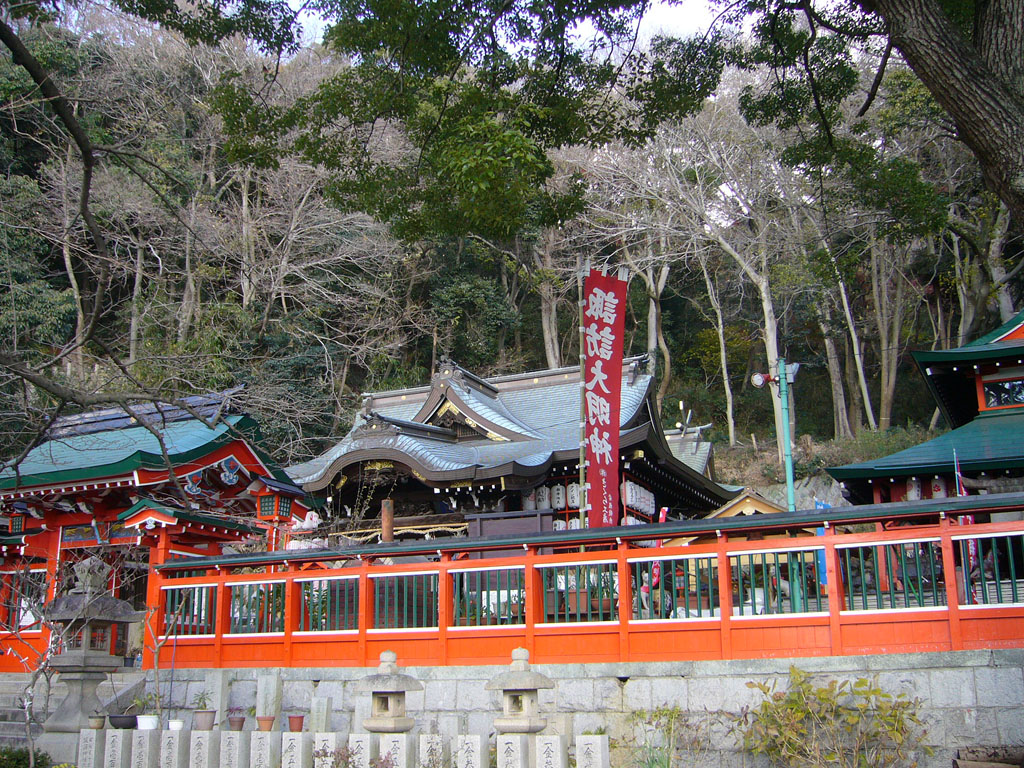
回廊
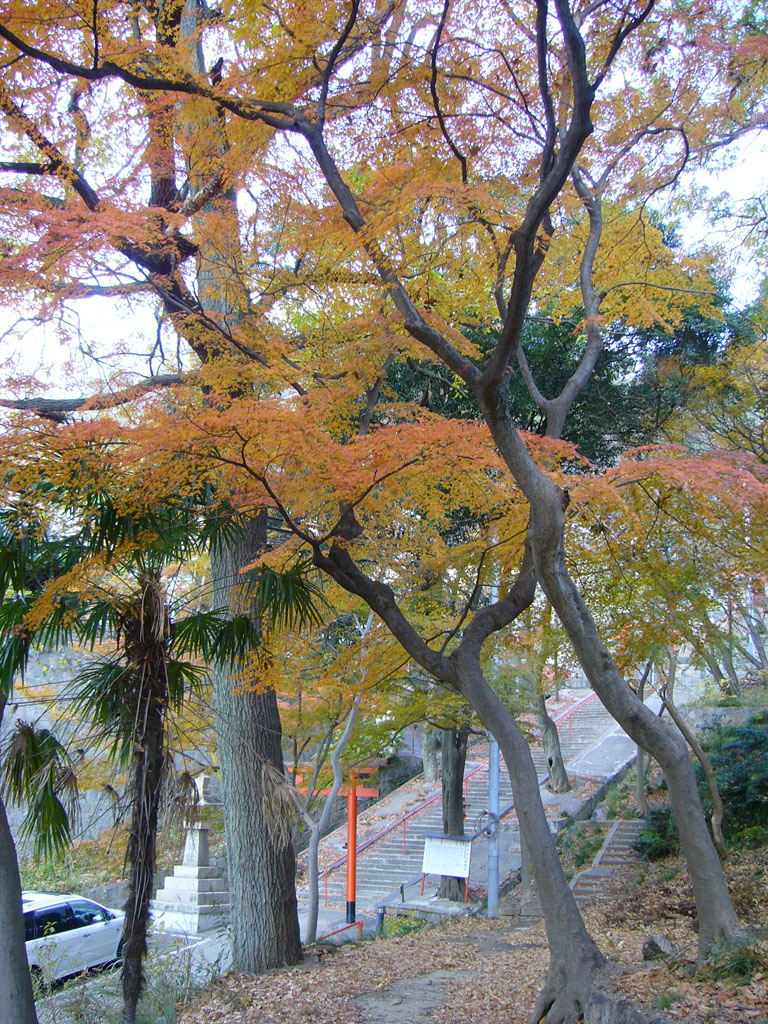
金星台から参道を望む
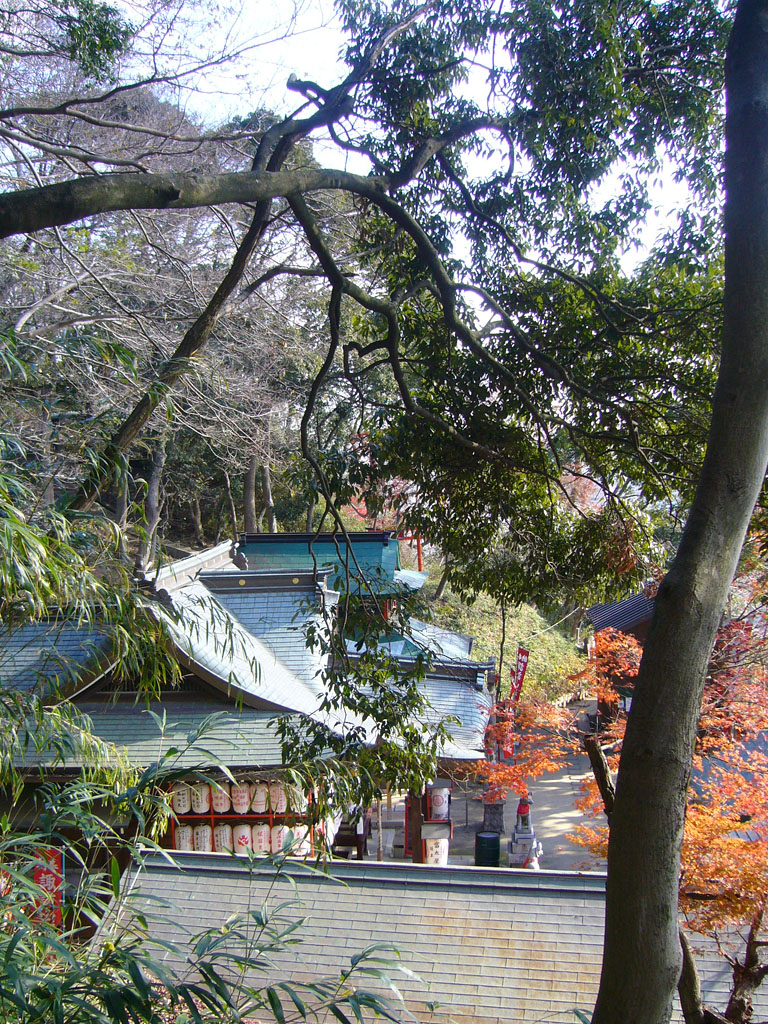
奥の院から境内を望む
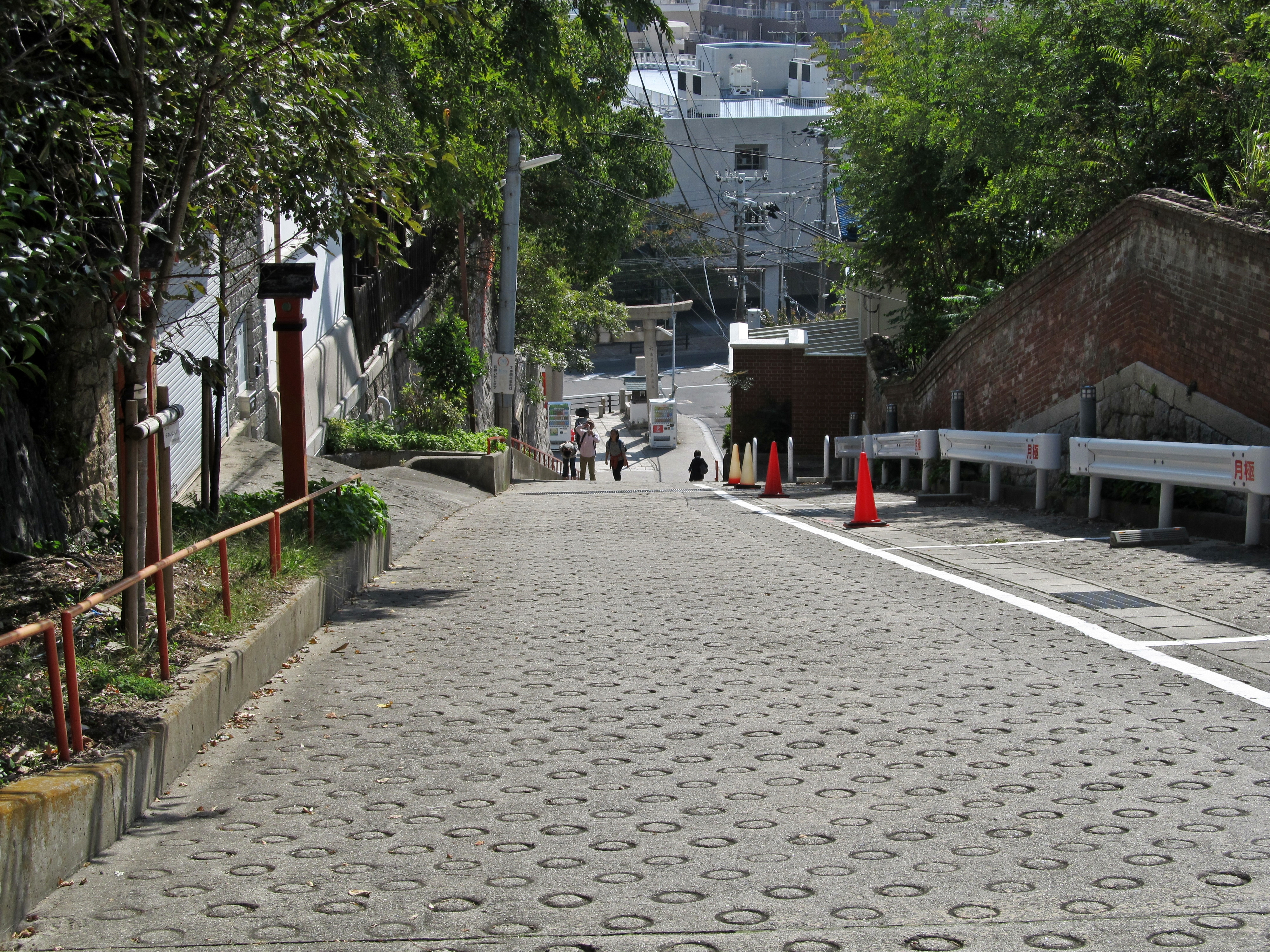
参道。非常に険しい坂となっている

## 所在地
- 〒650-0006 兵庫県神戸市中央区諏訪山町5-1

## 交通アクセス
- 山陽新幹線・神戸市営地下鉄山手線・北神急行電鉄 新神戸駅から徒歩15分
- 神戸市営地下鉄山手線 県庁前駅 徒歩8分

## 周辺情報
- 金星台
- 神戸市立花と緑のまち推進センター
- 北野町山本通
- 相楽園
- ヴィーナスブリッジ
- 布引ハーブ園
- 布引の滝
- 徳光院